# Sk8 (série de televisão)
Sk8 foi uma série de drama criado por Thomas W. Lynch e Christopher Mack, e estrelado por Christopher Jorgens, que interpretava um garoto aspirante a skatista profissional e suas relações com seu grupo de amigos. A série foi exibida pela NBC em seu bloco de atrações voltado para o público adolescente, o TNBC.

## Elenco
- Christopher Jorgens como Josh Raden
- Anthony Harrison como Peter Raden
- Jorge Vargas como Dim
- Adrienne Carter como Michelle
- Claudette Mink como Whitney Lass
- Blair Wingo como Vanessa
- Darcy Laurie como Gideon
- Bryce Hodgson como Les
- Chris Lovick como Patrick